# Weltmeisterschaften im Bogenschießen 2001
Die Weltmeisterschaften im Bogenschießen 2001 wurden vom 16. bis 23. September in Peking, Volksrepublik China ausgetragen.

## Ergebnisse

### Recurvebogen
| Disziplin         | Gold                                                            | Silber                                                                   | Bronze                                                      |
| ----------------- | --------------------------------------------------------------- | ------------------------------------------------------------------------ | ----------------------------------------------------------- |
| Männer Einzel     | Jung Ki-yeon                                                    | Lionel Torrés                                                            | Park Kyung-mo                                               |
| Frauen Einzel     | Park Sung-hyun                                                  | Kim Kyung-woog                                                           | Kateryna Palecha                                            |
| Männer Mannschaft | Südkorea Yeong Jung-ki Lee Chang-hwan Park Kyung-mo Kim Won-sub | Italien Michele Frangilli Ilario Di Buò Matteo Bisiani Mario Casavecchia | China Chen Hongyuan Sun Jian Yang Bo Ni Guobin              |
| Frauen Mannschaft | China Zhang Juanjuan He Ying Yang Jianping Sa Ren               | Italien Natalia Valeeva Irene Franchini Roberta Allodi Erica Maffioli    | Südkorea Choi Nam-ok Park Sung-hyun Kim Kyung-wook Choi Jin |

### Compoundbogen
| Disziplin         | Gold                                                             | Silber                                                         | Bronze                                                               |
| ----------------- | ---------------------------------------------------------------- | -------------------------------------------------------------- | -------------------------------------------------------------------- |
| Männer Einzel     | Dejan Sitar                                                      | Morgan Lundin                                                  | Morten Bøe                                                           |
| Frauen Einzel     | Ulrika Sjöwall                                                   | Bettina Thiele                                                 | Sirkka Sokka-Matikainen                                              |
| Männer Mannschaft | Norwegen Morten Bøe Terje Roestad Sigmund Johansen Kolbjørn Flaa | Deutschland Rainer Voss Robert Hesse Stefan Griem              | Großbritannien Chris White Michael Peart Jonathan Mynott Andrew Rose |
| Frauen Mannschaft | Frankreich Maggy Masson Valérie Fabre Catherine Pellen           | Italien Assunta Atorino Stefania Montagnoni Francesca Peracino | Niederlande Olga Zandvliet Irma Luyting Marjon Pigney                |

## Medaillenspiegel
| Platz  | Land           | Gold | Silber | Bronze | Gesamt |
| ------ | -------------- | ---- | ------ | ------ | ------ |
| 1      | Südkorea       | 3    | 1      | 2      | 6      |
| 2      | Frankreich     | 1    | 1      | –      | 2      |
| 2      | Schweden       | 1    | 1      | –      | 2      |
| 4      | China          | 1    | –      | 1      | 2      |
| 4      | Norwegen       | 1    | –      | 1      | 2      |
| 6      | Slowenien      | 1    | –      | –      | 1      |
| 7      | Italien        | –    | 3      | –      | 3      |
| 8      | Deutschland    | –    | 2      | –      | 2      |
| 9      | Finnland       | –    | –      | 1      | 1      |
| 9      | Großbritannien | –    | –      | 1      | 1      |
| 9      | Niederlande    | –    | –      | 1      | 1      |
| 9      | Ukraine        | –    | –      | 1      | 1      |
| Gesamt | Gesamt         | 8    | 8      | 8      | 24     |